# Euphaedra bwambaensis
Euphaedra bwambaensis är en fjärilsart som beskrevs av Stoneham 1956. Euphaedra bwambaensis ingår i släktet Euphaedra och familjen praktfjärilar. Inga underarter finns listade i Catalogue of Life.